# Analcime
L'analcime (simbolo IMA: Anl) è un minerale comune nella classe dei minerali "silicati e germanati" con la composizione chimica Na[AlSi2O6] • H2O ed è quindi chimicamente un alluminosilicato di sodio contenente acqua. Strutturalmente, l'analcime appartiene alla struttura dei silicati.
Con una durezza Mohs compresa tra 5 e 5,5, l'analcime, come il minerale di riferimento apatite o come il manganese, è uno dei minerali medio-duri che possono essere semplicemente graffiati con un coltello o con una lima d'acciaio.

## Etimologia e storia
La parola analcime deriva dal greco antico ἀνάλκις ('análkis', cioè 'debole'), e si riferisce alla debole carica elettrostatica di questo materiale quando viene sfregato.
L'analcime è stato trovato per la prima volta sulle Isole Ciclopi al largo della costa orientale della Sicilia in Italia e descritto nel 1784 da Déodat de Dolomieu. Tuttavia, al minerale non fu dato il suo nome, che è valido ancora oggi, fino al 1797 a opera di René Just Haüy.

## Classificazione
Già nell'obsoleta 8ª edizione della sistematica minerale secondo Strunz, l'analcime apparteneva alla classe dei minerali dei "silicati e germanati" e lì alla sottoclasse dei "tectosilicati", dove insieme alla leucite formava il "gruppo dell'analcime-leucite" con il sistema nº VIII/F.02, nel quale era elencato insieme a hsianghualite, pollucite, viséite (non più considerata un minerale a sé dal 1997) e wairakite.
Nella Sistematica dei lapis (Lapis-Systematik) di Stefan Weiß, che si basa ancora su questa vecchia edizione di Strunz per rispetto verso i collezionisti privati e le collezioni istituzionali, al minerale è stato assegnato il sistema e il numero di minerale VIII/J.27-10. In questa sistematica ciò corrisponde anche alla classe dei "Silicati per ponteggi". L'analcime, insieme a faujasite-Ca, faujasite-Mg, faujasite-Na, kirchhoffite, paulingite-Ca, paulingite-K, paulingite-Na, pollucite e wairakite, forma il secondo gruppo di "zeoliti cubiche" (VIII/J.27) all'interno del gruppo delle zeoliti che va da VIII/J.21 a VIII/J.27.
La 9ª edizione della sistematica minerale di Strunz, valida dal 2001 e aggiornata l'ultima volta dall'Associazione Mineralogica Internazionale (IMA) nel 2024, classifica l'analcime nella già più finemente suddivisa divisione dei "9.G Tettosilicati con H2O zeolitica; famiglia della zeolite". Anche questa è ulteriormente suddivisa in base alla struttura, in modo che il minerale possa essere trovato nella sottosezione "9.GB Catene di anelli di 4 membri con connessione singola", dove forma il sistema nº 9.GB.05 e gli altri membri ammonioleucite, hsianghualite, leucite, lithosite, pollucite e wairakite.
Anche la sistematica dei minerali secondo Dana, che viene utilizzata principalmente nel mondo anglosassone, classifica l'analcime nella classe dei "silicati e germanati" e lì nella sottoclasse del "struttura dei silicati: gruppo zeolite". Qui si trova insieme a hsianghualite, laumontite, pollucite e wairakite nel gruppo "Analcime e specie affini" con il sistema nº 77.01.01 all'interno della suddivisione delle "vere zeoliti".

## Chimica
La composizione chimica dell'analcime è prevalentemente pura, il che significa che finora sono note solo poche sostituzioni. Occasionalmente, fino al 5,5% di sodio (Na) può essere sostituito dal potassio (K). Sono state osservate anche basse miscele di calcio (Ca) e magnesio (Mg). L'analcime può contenere fino all'8,2% di acqua.

## Abito cristallino
L'analcime forma diversi polimorfi, che però sono topologicamente identici e differiscono solo per il grado di disposizione degli ioni alluminio e silicio, anche se con simmetria decrescente:
- analcime-1C: cristallizza nel sistema cubico nel gruppo spaziale Ia3d (gruppo nº 230) con il parametro del reticolo a = 13,73 Å e 16 unità di formula per cella unitaria.[3]
- analcime-1Q: cristallizza nel sistema tetragonale nel gruppo spaziale I41/acd (gruppo nº 142) con i parametri del reticolo a = 13,72 Å e c = 13,73 Å; possiede 16 unità di formula per cella unitaria.[3]
- analcime-1O :cristallizza nel sistema ortorombico nel gruppo spaziale Ibca (gruppo nº 73) con i parametri reticolari a = 13,73 Å, b = 13,71 Å e c = 13,74 Å oltre a 16 unità di formula per cella unitaria.[3]
- analcime-1M: cristallizza nel sistema monoclino nel gruppo spaziale I2/a (gruppo nº 15, posizione 7) con i parametri reticolari a = 13,69 Å, b = 13,68 Å, c = 13,67 Å e β = 90,4°, oltre a 16 unità di formula per cella unitaria.[3]

La struttura cristallina è molto simile alla leucite ed è costituita da tetraedri [SiO4] e [AlO4] con anelli a 6, 8 e 12 pieghe che formano canali paralleli ai tre assi. In questi canali, che non si sovrappongono, c'è l'acqua cristallina e gli ioni sodio (Na+). Tuttavia, lo ione sodio può essere parzialmente sostituito da ioni potassio (K+) o calcio (Ca2+), per cui quest'ultimo provoca una compensazione di valenza di Si4+ da parte di Al3+.

## Proprietà
Riscaldandosi, l'acqua cristallina contenuta in una struttura dell'analcime è facile da espellere, per cui i cristalli diventano torbidi. L'analcime può essere completamente disciolta in acido cloridrico (HCl).

## Origine e giacitura
L'analcime si forma principalmente nelle cavità di plutoniti e vulcaniti intermedie e basiche e come prodotto di trasformazione pseudomorfico della leucite. Inoltre, l'analcime può anche cristallizzare direttamente da magma ricco di metalli alcalini. Può essere trovato anche in rocce effusive. Oltre ad altre zeoliti, i minerali di accompagnamento includono calcite, glauconite, prehnite e quarzo.
Come formazione minerale comune, l'analcime può essere trovato in molti siti, di cui circa 1700 sono noti alla data del 2017. Oltre alla sua località tipo sulle Isole Ciclopi, il minerale è stato trovato in Italia in diverse località nelle regioni Campania, Emilia-Romagna, Lazio, Liguria, Piemonte, Sardegna, Trentino-Alto Adige, Toscana, Veneto e Basilicata (sul Monte Vulture), nonché vicino a Tiriolo in Calabria, Lesina in Puglia, Palagonia in Sicilia e Orvieto in Umbria.
Degno di nota è anche il Nidym, un affluente del Tunguska Inferiore in Russia, dove sono stati trovati cristalli ben formati di dimensioni fino a 30 cm.
In Germania, l'analcime è stata trovata nella Foresta Nera, a Höwenegg, vicino a Oberbergen e Neckarelz nel Baden-Württemberg; in diverse località della Franconia e dell'Alto Palatinato, nonché nei pressi di Bad Hindelang in Baviera; in molte località dell'Odenwald dal Baden-Württemberg all'Assia; nei pressi di Dillenburg, Rupsroth, Allendorf (Greifenstein), Wehrda (vicino a Marburgo) e sul Vogelsberg in Assia; nei pressi di Alfeld (Leine), Lehre, Adelebsen, Peine e nei monti Harz in Bassa Sassonia; nel Sauerland e nel Siebengebirge nella Renania Settentrionale-Vestfalia; molte località nell'Eifel e nel Westerwald, vicino a Niederkirchen e Wolfstein in Renania-Palatinato; nei pressi di Hammerunterwiesenthal nei Monti Metalliferi sassoni e di Eckernförde nello Schleswig-Holstein; Schnellbach/Floh-Seligenthal in Turingia.
In Austria, il minerale si trovava principalmente nelle regioni del Burgenland, della Carinzia e della Stiria e vicino a Persenbeug-Gottsdorf nella Bassa Austria.
In Svizzera, l'analcime è stato finora trovato vicino a Tinizong-Rona nel Canton Grigioni e sul ghiacciaio del Gorner vicino a Zermatt nel Canton Vallese.
Altri siti sono sparsi nei diversi continenti.
L'analcime è stata rilevata anche in campioni di roccia della dorsale medio atlantica e della dorsale medio-indiana.

## Forma in cui si presenta in natura
Dell'analcime sono note diverse modificazioni con diversi sistemi cristallini, sebbene questi polimorfi non siano specie minerali separate. L'idiomorfo analcime è molto simile alla leucite nella sua forma cristallina, il che significa che di solito sviluppa cristalli perfettamente a forma di icositetraedro con una lucentezza simile al vetro sulle superfici. Tuttavia, l'analcime si presenta anche sotto forma di aggregati minerali da granulari a massicci.
Nella sua forma pura, l'analcime è trasparente, incolore. Tuttavia, a causa della rifrazione multipla della luce dovuta a difetti di costruzione del reticolo o alla formazione policristallina, può anche apparire bianca e assumere un colore rossastro o giallastro a causa di mescolanze estranee. Il colore del suo striscio, invece, è sempre bianco.

## Caratteristiche chimico-fisiche
- Indice di rifrazione: 1,48-1,49[2]
- Fosforescenza: raggi UV lunghi: verde, bianco giallastro crema; raggi UV corti: verde blu bianco[5]
- Peso molecolare: 220,15 gm[5]
- Indice di fermioni: 0,01[5]
- Indice di bosoni: 0,99[5]
- Fotoelettricità: 1,52 barn/elettroni[5]
- Birifrangenza: 0,001
- Dispersione: debole, anche isotropo
- Il minerale non ha importanza gemmologica rilevante[19]